# Chiesa di Sant'Antonio Abate (Scanno)
La chiesa di Sant'Antonio abate è sita in Strada Ciorla, a Scanno, in provincia dell'Aquila.

## Storia

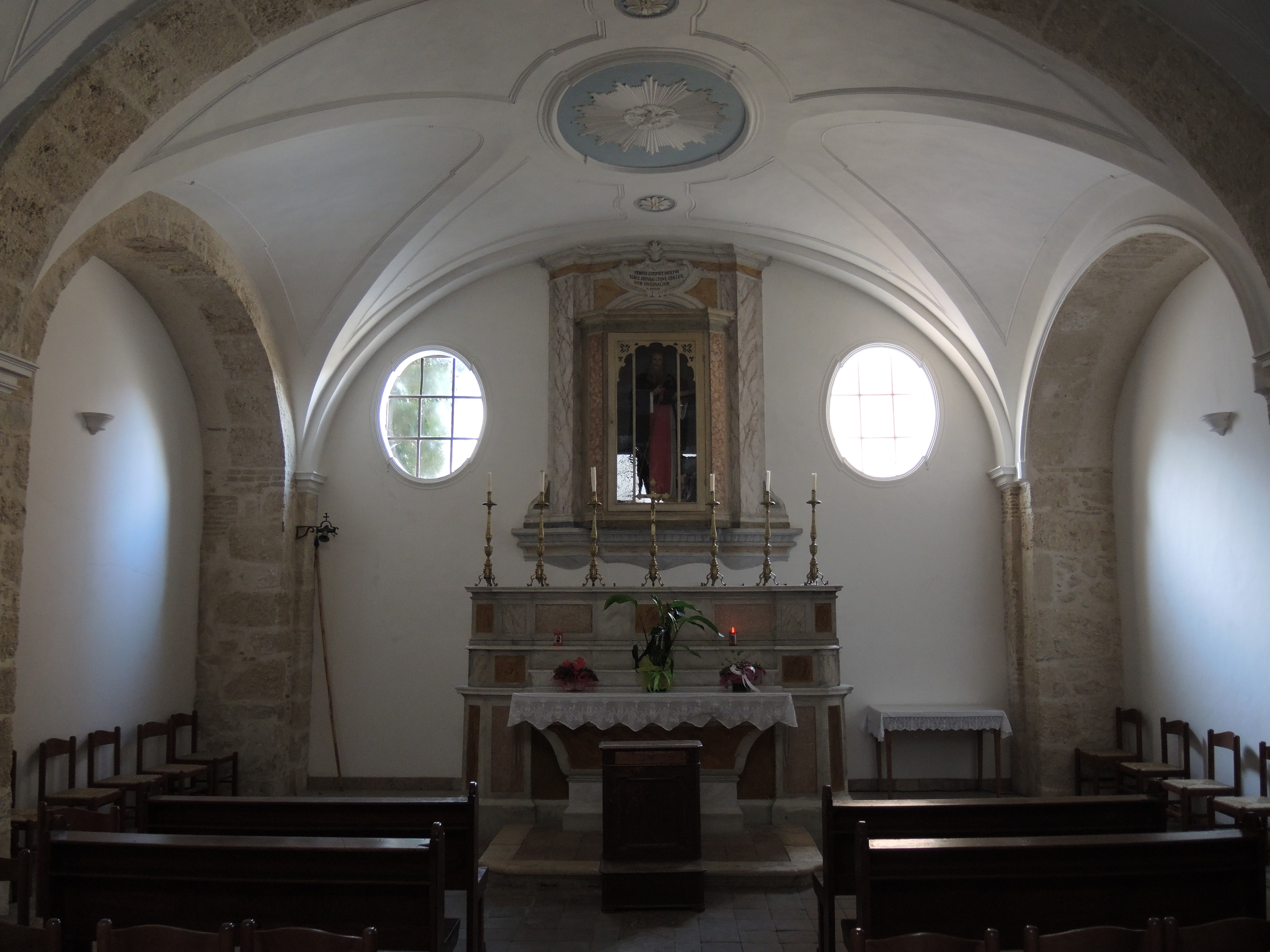
Interno

La chiesa è stata fondata dall'ordine dei chierici di Sant'Antonio abate di Vienne.

Un'ipotesi sulla fondazione cinquecentesca della chiesa è confermata da un'epigrafe sita sulla chiesa che dice che Ettore Ciorla la fece erigere nel 1569, questa ipotesi, tuttavia viene contraddetta dalla collazione del vescovo Cadichio di Sulmona già in data 15 febbraio 1515 investe la chiesa di sant'Antonio all'arciprete Pasquale di Pietro.

Una targa sulla controfacciata informa che nel 2000 è stato completato un restauro condotto dalla Parrocchia di chiesa di Santa Maria della Valle coadiuvato dalla regione Abruzzo e dalla famiglia di Giovanni Maiorano. Questo restauro ha rimosso il primitivo intonaco esterno lasciandolo spoglio (con mattoni a vista).

## Descrizione
L'interno è ad aula a pianta rettangolare suddiviso in due cellule ricoperte da volte a botte ad arco ribassato e lunettate. Ai lati vi sono delle profonde lesene realizzate in muratura a vista sono legate l'una all'altra con degli archi a tutto sesto a ridosso sulle pareti. Il fondo della chiesa è scandito da un archivolto a sesto ribassato.

Sull'altare vi è una statua di Sant'Antonio abate. L'altare è affiancato da due aperture ogivali.

Ai lati del portale vi sono due targhe con le date del 1569 e 1589.

## Folklore
Il 16 gennaio, vigilia della festa, viene acceso un falò davanti alla Chiesa e viene fatta la Sagra della Porchetta.
Il 17 gennaio davanti alla chiesa viene festeggiato Sant'Antonio abate, dopo la Messa vengono benedette le Sagne con la ricotta, un pasto che un tempo veniva distribuito ai poveri del Paese; un tempo se la festa capitava di venerdì, al posto della ricotta, si mettevano i fagioli, perché alimento troppo grasso.